# Турецко-филиппинские отношения
Турецко-филиппинские отношения — двусторонние дипломатические отношения между Турцией и Филиппинами. Отношения были установлены 13 июня 1949 года.

## История отношений
Отношения между странами были установлены 13 июня 1949 года.
Посольство Турции в Маниле было открыто 17 октября 1990 года, а посольство Филиппин в Анкаре в 1991 году.
17 ноября 2014 года премьер-министр Турции Ахмет Давутоглу посетил Филиппины.
16 мая 2017 года президент Филиппин Родриго Дутерте встретился с президентом Турции Реджепом Тайипом Эрдоганом.
30 июля 2019 года министр иностранных дел Турции Мевлют Чавушоглу провёл переговоры с министром иностранных дел Филиппин Теодором Локсином младшим.
22 августа 2019 года посол Филиппин в Турции  Рауль С. Эрнандес вручил верительные грамоты президенту Турции Реджепу Тайипу Эрдогану.

## Дипломатические миссии
- У Турции есть посольство в Маниле[7] и консульство в Себу[8]
- У Филиппин есть посольство в Анкаре[9] и консульства в Газиантепе[10], Измире[11], Мерсине[12] и Стамбуле[13]